# هاينريش شومبورجك
هاينريش شومبورجك (بالألمانية: Heinrich Schomburgk) مواليد 30 يونيو 1885 في لايبزيغ، الإمبراطورية الألمانية - الوفاة 29 مارس 1965 في ساكسونيا، ألمانيا الشرقية، كان لاعب كرة مضرب ألماني. سبق أن شارك في دورة الألعاب الأولمبية الصيفية.

## الميداليات
| الميدالية | المسابقة                       |
| --------- | ------------------------------ |
| ذهبية     | الألعاب الأولمبية الصيفية 1912 |

## روابط خارجية
- هاينريش شومبورجك على موقع رابطة محترفي التنس (الإنجليزية)
- هاينريش شومبورجك على موقع الاتحاد الدولي لكرة المضرب (الإنجليزية)
- هاينريش شومبورجك على موقع أوليمبيديا (الإنجليزية)